# Diego Confalonieri
Diego Confalonieri (Bresso, 11 aprile 1979) è un ex schermidore italiano, specializzato nella spada.

## Biografia
Cresciuto nella società del A.S. Bresso sotto la guida dei maestri Saverio La Feltra e Luca Bellezze, Confalonieri fa il suo esordio internazionale agli europei di Bourges 2003 dove ottiene un terzo posto a squadre. Mentre nella prova individuale continua a rimanere lontano dal podio, nel 2006 a Smirne arriva un altro bronzo europeo a squadre. Dal 2005 partecipa anche alla Coppa del Mondo di scherma dove ha raggiunto due settimi posti.
Il terzo posto individuale ai Campionato mondiale di scherma 2007 di San Pietroburgo e la vittoria ai Campionati italiani del 2007 sono il preludio ad una buona olimpiade a Pechino 2008, dove ottiene il bronzo nella prova a squadre, e sfiora le semifinali nella prova individuale.

## Palmarès

### Risultati élite
In carriera ha ottenuto i seguenti risultati:
Giochi olimpici
Individuale
A squadre
- Bronzo nella spada a Pechino 2008

Mondiali
Individuale
- Bronzo nella spada a San Pietroburgo 2007

A squadre
- Argento nella spada a San Pietroburgo 2007

Mondiali militari
Individuale
- Oro nella spada a Viterbo 2000

A squadre
- Argento nella spada a Viterbo 2000

Europei
Individuale
A squadre
- Bronzo nella spada a Bourges 2003
- Bronzo nella spada a Smirne 2006
- Bronzo nella spada a Kiev 2008
- Bronzo nella spada a Plovdiv 2009

Universiadi
Individuale
A squadre
- Argento nella spada a Pechino 2001

Campionati italiani
Individuale
- Oro nella spada a Livorno 2000
- Oro nella spada a Napoli 2007
- Oro nella spada a Jesi 2008
- Oro nella spada a Siracusa 2010
- Argento nella spada a Roma 2003

A squadre
- Oro nella spada a Conegliano Veneto 2002

Coppa del mondo
Individuale
- 2005-06 - 7º nella classifica generale della spada
- 2006-07 - 7º nella classifica generale della spada

A squadre